# Brăviceni
Brăviceni è un comune della Moldavia situato nel distretto di Orhei di 1.699 abitanti al censimento del 2004